# Lijst van Nederlandse belangenorganisaties voor studenten
Door heel Nederland zijn belangenorganisaties die zich inzetten voor de belangen van studerend Nederland. Deze verenigingen bevinden zich op de verschillende niveaus van het onderwijs. Hieronder staat een (niet uitputtend) overzicht van de belangenorganisaties voor studenten van het hbo en universiteiten, gerangschikt naar opleidingsplaats.
Landelijk
- Interstedelijk Studenten Overleg (ISO)
- Landelijke Studentenvakbond (LSVb)

Amsterdam
- Centrale Studentenraad UvA
- Universitaire Studentenraad VU
- Centrale medezeggenschapsraad (CMR) HvA

Breda
- Centrale medezeggenschapsraad (CMR) Breda University of Applied Sciences
- Centrale medezeggenschapsraad (CMR) Avans

Den Haag
- Hogeschool medezeggenschapsraad (HMR) Inholland
- Hogeschoolraad Haagse Hogeschool

Delft
- ORAS
- Lijst Bèta

Ede
- Studenten Hogeschoolraad CHE

Eindhoven
- Groep-één
- De Ambitieuze Student (DAS)
- Centrale medezeggenschapsraad (CMR) Fontys

Enschede
- Ureka
- Centrale medezeggenschapsraad (CMR) Saxion Hogescholen

Groningen
- Lijst Calimero
- Studentenorganisatie (SOG)
- De Vrije Student (DVS)
- Hanze Studentenbelangen Vereniging (HSV)
- Lijst Student Erkend (STERK)

Leiden
- Leiden Studenten Unie (LSU)
- Ondernemende Studenten Leiden (ONS)
- Lijst Vooruitstrevende Studenten (LVS)
- Democratic Students Party (DSP)
- Liberale Studenten Partij (LSP)
- Studentenraad Leids Universitair Medisch Centrum
- Studentraad (SR) Hogeschool Leiden

Leeuwarden
- Centrale medezeggenschapsraad (CMR) NHL-Stenden Hogeschool

Maastricht
- MSRP DOPE
- Centrale medezeggenschapsraad (CMR) Zuyd Hogeschool

Middelburg
- Academic Affairs Council UCR
- Studentraad (SR) Hogeschool Zeeland

Nijmegen
- Universitaire Studentraad (USR) RU
- Centrale medezeggenschapsraad (CMR) HAN

Rotterdam
- Universiteitsraad EUR
- Centrale medezeggenschapsraad (CMR) Rotterdam
- Hogeschoolraad Thomas More

Tilburg
- Fractie Front
- Fractie SAM

Utrecht
- Universiteitsraad Utrecht
- Universiteitsraad Universiteit voor Humanistiek

Wageningen
- VeSte

Zwolle
- Centrale medezeggenschapsraad (CMR) Hogeschool Windesheim